# Sonda gama
A sonda gama é um dispositivo portátil que contém um detector a cintilação de uso intraperatório para a injeção de radionuclídeos para localizar gânglios sentinela em radioatividade. O dispositivo é utilizado principalmente para o mapeamento de gânglios sentinela e na cirurgia da glândula paratiroide. As sondas gamas são, ainda, utilizadas na localização de sementes radioativas.

## História
O mercado de tratamentos relacionados ao linfonodo sentinela experimentou um alto crescimento em meados dos anos 90, começando com a pesquisa cirúrgica de linfonodos sentinelas no melanoma e no câncer de mama; ambos são, atualmente, considerados padrões de cuidado. O uso de marcador radioativo, ao invés de um corante colorido, foi proposto em 1984.

## Uso clínico
A fim de localizar os linfonodos de drenagem de um tumor de câncer mamário, um radiofármaco à base de tecnécio-99m é comum, podendo ser um nanocolóides ou sestamibi. Embora a geração de imagens com uma câmara gama também possa ocorrer, a ideia de uma pequena sonda gama é que pode ser utilizada para identificar linfonodos com captação em resolução maior durante um processo cirúrgico. A sonda pode, ainda, ser colimada para restringir o campo de detecção.